# دست (فیلم ۱۹۸۱)
دست (به انگلیسی: The Hand) فیلمی از الیور استون محصول سال ۱۹۸۱ شرکت اوریون پیکچرز است.